# 요시오 고주
요시오 고주(일본어: 吉尾 虹樹, 2001년 4월 25일~)는 일본의 축구 선수이다.

## 구단 경력
그는 2024년 J2리그의 파지아노 오카야마에 입단했다. 2025년 J3리그의 가고시마 유나이티드 FC로 이적했다.